# Guy Brian, 1. Baron Brian

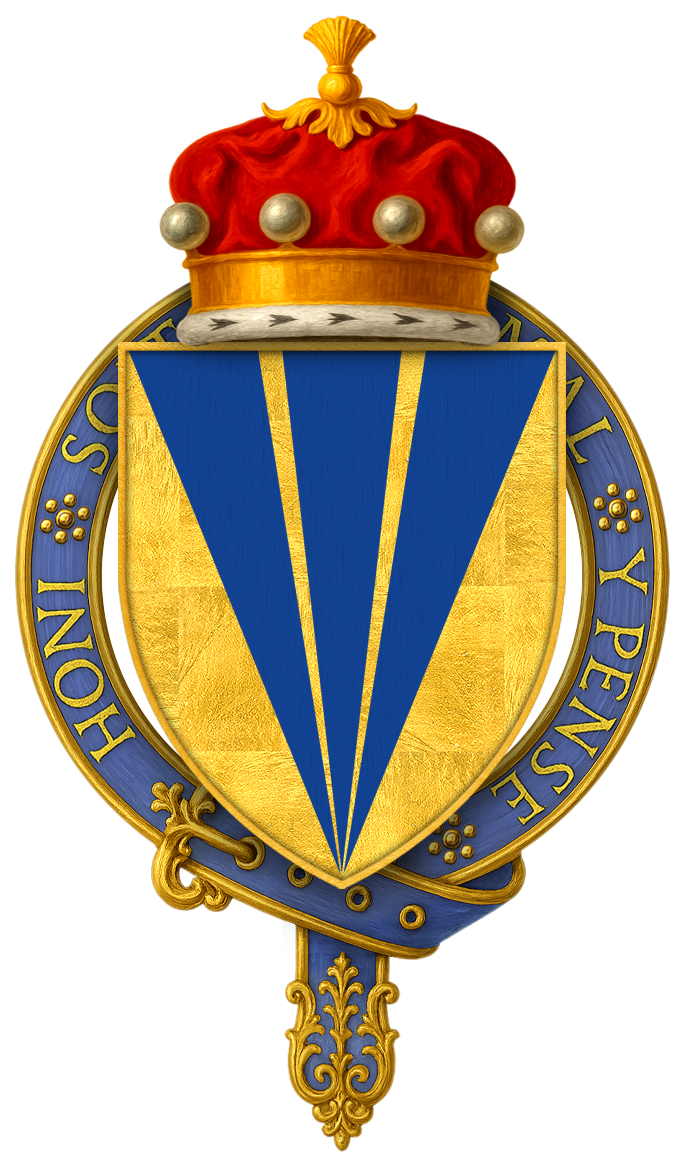
Wappen von Guy Bryan, 1. Baron Bryan

Guy Brian, 1. Baron Brian (auch Sir Guy Bryan oder Guy de Bryan) KG (* um 1309; † 17. April 1390) war ein englischer Adliger, Militär und Diplomat.

## Herkunft
Guy Brian entstammte der anglonormannischen Familie Bryan. Er war der Sohn und Erbe seines gleichnamigen Vaters Sir Guy Brian († nach 1349) aus Torbryan in Devon. Der Name seiner Mutter ist unbekannt. Da er 1330 volljährig war, wurde er wahrscheinlich um 1309 geboren. 1349 erbte er Laugharne Castle in Südwales, dazu erbte er vor 1357 Walwyn’s Castle in Pembrokeshire. Um dieses walisische Erbe musste er mit seinem Vater einen Prozess führen, den er gewann. Laugharne Castle ließ er in den nächsten Jahren wohnlich ausbauen.

## Aufstieg als Militär
Brian wird erstmals 1327 während des gescheiterten Feldzugs von Roger Mortimer nach Schottland erwähnt, als die Engländer überraschend von den Schotten unter James Douglas angegriffen wurden. Vor Juli 1330 war Brian zum Esquire im königlichen Haushalt aufgestiegen. 1337 nahm er an einem weiteren Feldzug nach Schottland und zu Beginn des Hundertjährigen Krieges 1339 am Feldzug von Eduard III. nach Flandern teil. Dabei stieg er zu einem Günstling des Königs auf, der ihn 1341 zum Kommandanten von St Briavels Castle in Gloucestershire und zum Verwalter des Forest of Dean ernannte. Seine Stellung beim König wird deutlich, als dieser ihn im Mai 1347 nach Frankreich berief, wo er mit einem befürchteten französischen Angriff während der Belagerung von Calais abwehren sollte. Als 1349 der Kanzler John Offord zurücktrat, diente Bryan kurzzeitig als Keeper of the Great Seal, und im Dezember 1349 diente er in Calais als königlicher Standartenträger, wofür ihm der König eine jährliche Pension in Höhe von 200 Mark gewährte.

## Dienst als Gesandter und weiterer Militärdienst
1353 gehörte er der englischen Delegation an, die mit Grafen Ludwig von Flandern über die Einhaltung des Waffenstillstands verhandelte. Anschließend verhandelte er als Gesandter vergeblich mit Frankreich über einen Friedensvertrag, bevor er als Gesandter zu Papst Innozenz VI. nach Avignon reiste. 1356 war er wieder in Schottland, wo er im Mai 1357 an Waffenstillstandsverhandlungen beteiligt war. 1355 wurde er zum Knight Banneret geschlagen und erhielt die Erlaubnis des Königs, Besitzungen mit £ 200 jährlichen Einkünften zu kaufen, damit er seinem Status entsprechenden Grundbesitz besaß. 
1360 nahm er erneut an Kämpfen und anschließenden Verhandlungen in Frankreich teil. Als der König daraufhin nach England zurückkehrte, beließ er Brian als einen von vier Verwaltern in Calais zurück. Dort schwor er im Oktober 1360 zusammen mit Edward, Prince of Wales und anderen Baronen die Einhaltung des Friedens von Brétigny. 1361 reiste er erneut als Gesandter zum Papsthof. Als es 1369 zu neuen Kämpfen gegen Frankreich kam, diente Brian wieder in Frankreich. Bereits im nächsten Jahr war er wieder in Schottland aktiv. Nach dem Tod von Sir John Chandos wurde er 1370 in den Hosenbandorden aufgenommen. Von Mai 1370 bis 1371 diente er als Admiral der westlichen Meere, dabei stieß 1371 eine unter seinem Kommando stehende englische Flotte auf dem Weg die Bretagne vor der bretonischen Küste auf eine flämische Flotte. Nach heftigem dreistündigen Kampf siegten die Engländer, die 25 eroberte Schiffe mit zahlreichen Gefangenen, darunter den flämischen Kommandanten Jan Peterson nach England schicken konnten. 1380 begleitete Grey Edmund Mortimer, 3. Earl of March nach Irland und 1382 wurde er noch beauftragt, für Herzog Johann von der Bretagne eine Flotte aufzustellen.

## Höfling und Politiker
Durch Writ of Summons wurde Brian am 25. November 1350 erstmals in das Parlament berufen, womit er zum Baron Brian erhoben wurde. Von 1359 bis 1361 diente er als Steward of the Royal household, und 1370 diente er als Chamberlain of the Household. Ab 1367 war Brian zunehmend weniger am Königshof, doch 1372 diente er im Parlament als Sprecher des Königs. 1373 und 1376 gehörte er zu den Baronen, die mit den Vertretern der Commons verhandelten. Das Gute Parlament benannte ihn daraufhin 1376 zu einem der neun Ratgeber des Königs. Unter Richard II., der 1377 seinem Großvater Eduard III. als König nachfolgte, gehörte Grey zwar weiterhin zu den Rittern des königlichen Haushalts, war jedoch kaum noch am Hofe. Bis zu seinem Tod nahm er noch lokale Ämter in Devon, Dorset und Somerset wahr.
Für seine Dienste wurde Brian mit zahlreichen Besitzungen und Geschenken belohnt. Sein Hauptwohnsitz war sein Gut in Slapton in Devon, wo er vier Geistliche beschäftigte. Brian war ein Vasall von John of Gaunt, 1. Duke of Lancaster, dennoch informierte Brian 1377 die Bürger der City of London, dass der Marshal Henry Percy in seinem Londoner Haus widerrechtlich einen Gefangenen festhielt. Dies führte zu einer Revolte gegen Gaunt und Percy, die die Amtsgewalt des Earl Marshals auf die City of London auszudehnen versuchten, doch dann um ihr Leben flüchten mussten.

## Familie und Nachkommen
Brian starb, angeblich 90-jährig, und wurde in Tewkesbury Abbey begraben, wo sein Grabdenkmal erhalten ist. Er war zweimal verheiratet. In erster Ehe heiratete er Ann (oder Alice), eine Tochter von William Holway. Mit ihr hatte er eine Tochter:
- Elizabeth ⚭ Robert FitzPayn

In zweiter Ehe heiratete er vor dem 10. Juli 1350 Elizabeth († 1359), die Witwe von Hugh le Despenser, 1. Baron le Despenser und Tochter von William Montagu, 1. Earl of Salisbury. Mit ihr hatte er mindestens vier Söhne und eine Tochter:
- Guy Brian (1352–1386) ⚭ Alice Bures
- William Brian († 1395) ⚭ Joan Arundel
- Philip Brian († vor 1388)
- Reginald Brian, Bischof von Worcester († 1361)
- Margaret de Brian ⚭ Hugh de Courtenay († 1374)

Da sein ältester Sohn Guy bereits vor ihm gestorben war, wurde Brians Besitzungen in Südwestengland unter dessen Töchtern Philippa und Elizabeth aufgeteilt, während der Titel Baron Brian in Abeyance fiel.